# Ammar Altamimi
Ammar Altamimi (* 12. September 1988 in Kuwait) ist ein kuwaitischer Squashspieler.

## Karriere
Ammar Altamimi begann seine professionelle Karriere im Jahr 2009 auf der PSA World Tour und gewann bislang zwei Titel. Seine höchste Platzierung in der Weltrangliste erreichte er mit Rang 78 im Mai 2014. 2013 qualifizierte er sich erstmals für das Hauptfeld der Weltmeisterschaft, in dessen erster Runde er Stephen Coppinger in drei Sätzen unterlag. Mit der kuwaitischen Nationalmannschaft nahm er 2013 und 2019 an der Weltmeisterschaft teil. Bei den Asienspielen 2014 gewann er mit dieser die Bronzemedaille. Bei den 2023 ausgetragenen Asienspielen 2022 in Hangzhou schied er im Einzel im Achtelfinale aus. 2022 wurde Altamimi mit der kuwaitischen Nationalmannschaft Vizeasienmeister.
Er hat einen Bachelor in Pädagogik und arbeitet bereits nebenher als Lehrer.

## Erfolge
- Vizeasienmeister mit der Mannschaft: 2022
- Gewonnene PSA-Titel: 2
- Asienspiele: 1 × Bronze (Mannschaft 2014)